# Lepthyphantes nenilini
Lepthyphantes nenilini este o specie de păianjeni din genul Lepthyphantes, familia Linyphiidae, descrisă de Tanasevitch, 1988. Conform Catalogue of Life specia Lepthyphantes nenilini nu are subspecii cunoscute.